# Битва при Сан-Маттео
Битва при Сан-Маттео (итал. Battaglia del San Matteo, нем. Gefecht am San Matteo) — сражение Первой мировой войны, произошедшее в Альпах на Итальянском фронте. До Каргильского конфликта 1999 года (высота 5600 м) считалось самым высокогорным сражением в истории человечества. Является первой битвой с участием альпини. Сражение происходило на высотах от трёх до четырёх километров между войсками Австро-Венгрии и Италии поздним летом — осенью 1918 года.

## Место сражения
Австрийцы укрепились в начале 1918 года на вершине Сан-Маттео, установив укрепления с небольшой артиллерийской поддержкой. Основание пика находится на высоте 2800 м, добраться до вершины можно за четыре часа при наличии соответствующего альпинистского снаряжения. Австрийцы благодаря установленной артиллерии могли беспрепятственно обостреливать дорогу в Гавийское ущелье с высоты Сан-Маттео и тем самым не давать итальянцам перевозить конвои с припасами к фронту.

## Ход битвы
13 августа 1918 года небольшая группа альпини из 307-й роты, батальона Ортлеса предприняла неожиданную атаку на пик, захватив укреплённую позицию. В плен попали около половины гарнизона, другая половина отступила вниз. Потеря пика стала ударом по Австро-Венгрии, и крупные силы были направлены на то, чтобы отбить пик у итальянцев, которые уже готовили там оборону.
3 сентября австро-венгерские войска начали операцию «Гемзе» с целью восстановления контроля над горой, организовав артиллерийскую подготовку. Было выпущено 22700 снарядов из 28 гаубиц и крупных 305-мм миномётов. В 19:00 в бой вступила пехота: 150 кайзершютце и 10 пулемётчиков. В бой первой пошла 3-я штурмовая рота 22-й стрелковой дивизии, поддержанная частями 21-й и 30-й высокогорными ротами, а также с частями 2-й роты альпийских проводников под командвоанием Табарелли де Фатиса. Центр атаки на гору Мантелло возглавил лейтенант Лицка.
Силы, выступившие из Димаро, пошли на штурм и отбили позицию к 19:30. Итальянцы, решившие, что гора уже была потеряна попытались обстрелять занятые австро-венгерскими солдатами позиции, однако их артиллерийский огонь пришёлся по своим же войскам: это привело к огромным потерям как среди итальянских, так и австро-венгерских войск. Гора Мантелло была захвачена часом позже.

## Последствия
Потеряв 17 убитыми и уничтожив 10 солдат противника, австро-венгры одержали победу. Однако это была последняя победа Австро-Венгрии в войне. Последовавшие поражения привели к тому, что 3 ноября 1918 года в 15:00 в Вилла-Джусти около Падуи было подписано перемирие, вступившее в силу через сутки и положившее конец боевым действиям в Альпах.
Летом 2004 года на высоте 3400 метров нашли тела трёх австро-венгерских солдат.